# رحلة حظ
برنامج رحلة حظ برنامج مسابقات جماهيري ميداني متعدد الفقرات من تقديم الإعلامي خالد الجبري وبعض الفنانين والإعلاميين اليمنيين حول محافظات اليمن. البرنامج من إنتاج قناة يمن شباب، ويتم عرضه كل رمضان.

## نبذة
البرنامج عبارة عن برنامج ترفيهي ويعرض في رمضان على قناة يمن شباب، ويتم تقديم البرنامج من خلال الفنان خالد الجبري مع بعض الفنانين والإعلاميين في مختلف أنحاء اليمن.
يتم تصوير الحلقات في بعض مناطق اليمن ويحتوي البرنامج على عدة فقرات مسابقاتية وغيرها.

## الفقرات

### معلومة وجائزة
وفيه يتم سؤال الجمهور أسئلة رمضانية وغيرها، ويتم إهداءهم في حال فوزهم جائزة نقدية.

### لهجتنا
يتم سؤال الجمهور في مختلف أنحاء اليمن عن كلمات من لهجة يمنية محددة ويسبقها مشهد تمثيلي يتم فيها ذكر كلمة معينة من إحدى اللهجات اليمنية.

### بذرة خير
وهي فقرة يتم فيها إعانة النماذج المكافحة ومن الأشخاص محدودين الدخل ومن يعانون في ضل الأوضاع الراهنة في اليمن، ويتم فيها منحهم مبلغ مادي وبعض المستلزمات التي يحتاجنوها في عملهم. في الموسم الثالث حولت إدارة يمن شباب الفقرة إلى برنامج إلا أن الفقرة عادت في الموسم الرابع.

### عمرتك معنا
وفي فقرة مسابقة للفوز بعمرة ويتم فيها اشتراطات ثلاثة وهي أن المتسابق لم يعتمر من قبل، وأن يكون جواز سفره مفعل، والشرط الأخير الإجابة على سؤال ديني.
في الموسم الثاني والثالث لم يتمكن الفائزون بأداء العمرة وذلك جراء جائحة كورونا والتي أسفرت عن تعليق العمرة لمن هم خارج الأراضي السعودية. وفي الموسم الرابع قررت يمن شباب تعويض الفائزين في الموسمان الثالث والرابع وتفويجهم للعمرة.

### بريد الحظ
وهي مسابقة يختار فيها المتسابقون صناديق عشوائيًا سواءًا كانت جوائز أو عقابات.

### لغز الشارع
وهي مسابقة يتحدى فيها المذيع المتسابقون في الشارع حلها ، وتقدم الجوائز في هذه الفقرة للفائزين

### الميدان
وهي فقرة إتم فيها إجراء مسابقات مختلفة بين فريقين أو أكتر.